# La Sagrada Familia con santa Ana y san Juanito (El Greco)
La Sagrada Familia con santa Ana y san Juanito es el último modelo —el tipo-IV— realizado por el Greco sobre el tema de la Sagrada Familia. De este tipo existen cuatro versiones unánimemente reconocidas como obras autógrafas del maestro cretense.

## Temática de las obras
Este episodio no aparece explícitamente en los evangelios canónicos, pero es verosímil, y debía conmover a la sensibilidad popular sin molestar a la Iglesia de la Contrarreforma.

## Análisis de las obras
La Sagrada Familia es un tema del cual el Greco realizó cuatro modelos. La Sagrada Familia con santa Ana y san Juanito conforma el tipo-IV, el último sobre esta temática. En el fondo de la composición, vemos el tradicional fondo de nubes que el Greco usa para otorgar un aire de espiritualidad a sus obras. Las figuras comienzan a cobrar el canon alargado que después será una de las características de la obra del pintor. La iluminación manierista recuerda a su etapa veneciana, mientras que los rostros de los personajes muestran un inusual naturalismo.

### Versión delMuseo de Santa Cruz,Toledo
- Pintura al óleo sobre lienzo;
- Dimensiones: 178 x 105 cm;
- Datación: hacia 1587-1590; .
- Firmado con letras griegas en cursiva, en el papel representado en la parte inferior derecha: δομήνικος θεοτοκóπουλος ε'ποíει;
- Catálogo Wethey: n º. 93. Tiziana Frati la da la referencia 49-a.[2]

La figura de san José quizás fue tapada porqué el Greco, insatisfecho por esta imagen, la sobrepintó. Cuando Wethey vio y fotografió este cuadro, esta figura no era visible, y solamente se intuía detrás del fondo de nubes. El cuadro de restauró el año 1982, mostrando de nuevo la imagen de san José es. Cabe señalar el naturalismo de este personaje, un tanto apartado del grupo principal. Ello hace pensar en un retrato más que la representación de un santo, lo cual quizás fue el motivo de su eliminación. Wethey señala la extraña posición de los dedos de la mano izquierda de santa Ana, pésimamente repintada en algún momento.

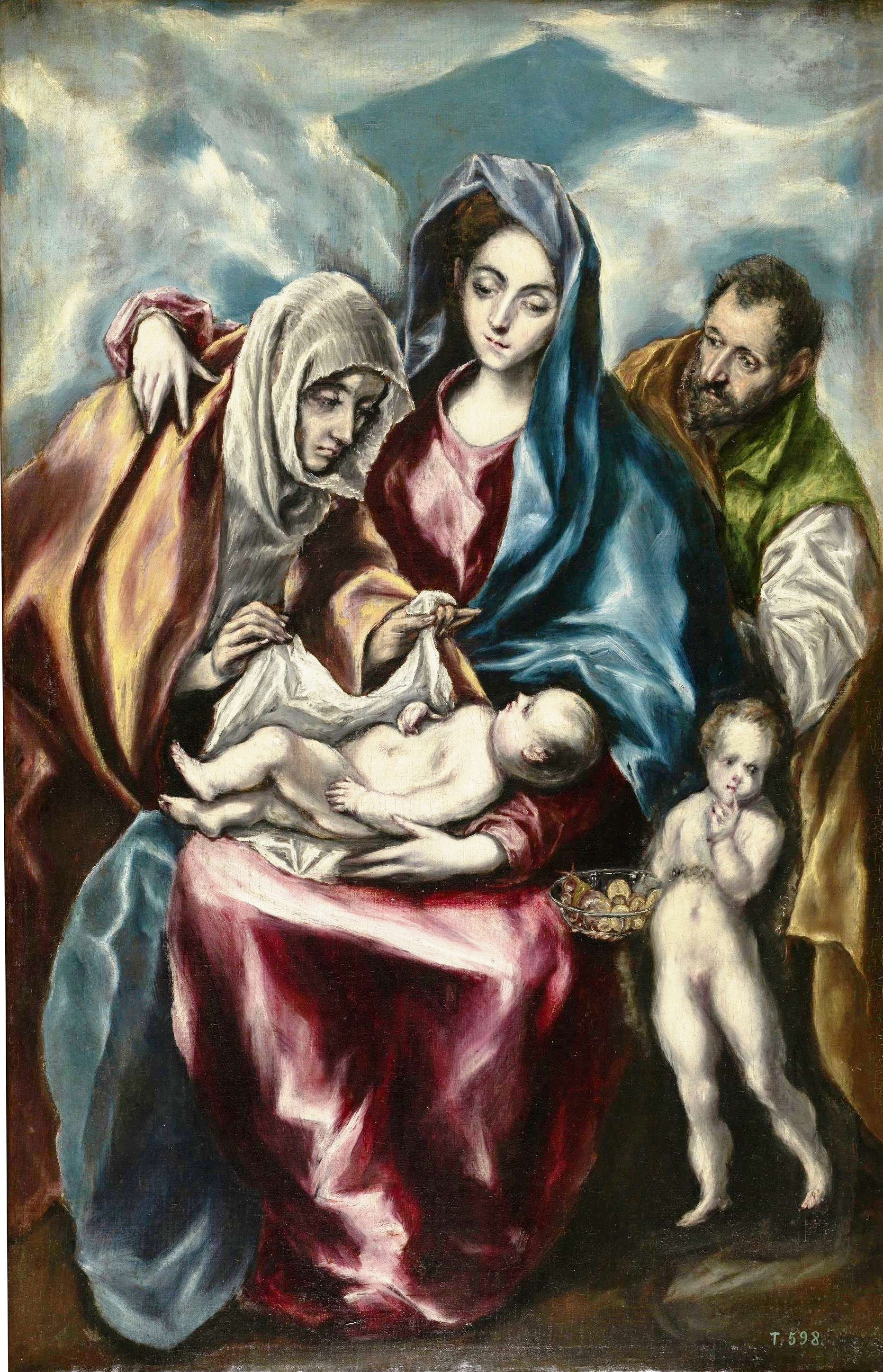
Versión del Museo del Prado

### Versión del Museo del Prado
- Madrid, Museo del Prado. n º. de catálogo: P000826;[5]
- Pintura al óleo sobre lienzo;
- Dimensiones: 107 x 69 cm, según Wethey (108,5 x 70 cm, según el museo)
- Datación: hacia 1595-1600, según Wethey (hacia 1600, según el museo);
- Firmado con letras griegas en cursiva en la roca de la parte inferior derecha: δομήνικος θεοτοκóπουλος ε'ποíει;
- En el catálogo razonado de obras del Greco, realizado por Harold Wethey, consta con el n º. 87. Tiziana Frati la da la referencia 99-a.[6]

El cielo azul con nubes blancas forma una especie de nimbo detrás de la cabeza de la Virgen. Es una obra extraordinariamente delicada, en la que José de Nazaret está representado como un hombre aun joven y vigoroso, con barba negra. Sin embargo, viste una camisa verde y mangas blancas, a diferencia de los tipos-I, II, y III, en los cuales lleva la habitual vestimenta de color amarillo. María viste de forma muy similar a los modelos anteriores, pero su rostro no tiene la dulzura primorosa del tipo-I o del tipo-II, y aparece un tanto distorsionado, debido al escorzo motivado por la inclinación.
Santa Ana (madre de María) viste un manto color calabaza y un pañuelo blanco en la cabeza. San Juanito  —Juan el Bautista, siendo niño— ofrece al Niño Jesús el cuenco de vidrio con frutas, que en el Tipo-III le era ofrecido por San José.

#### Procedencia

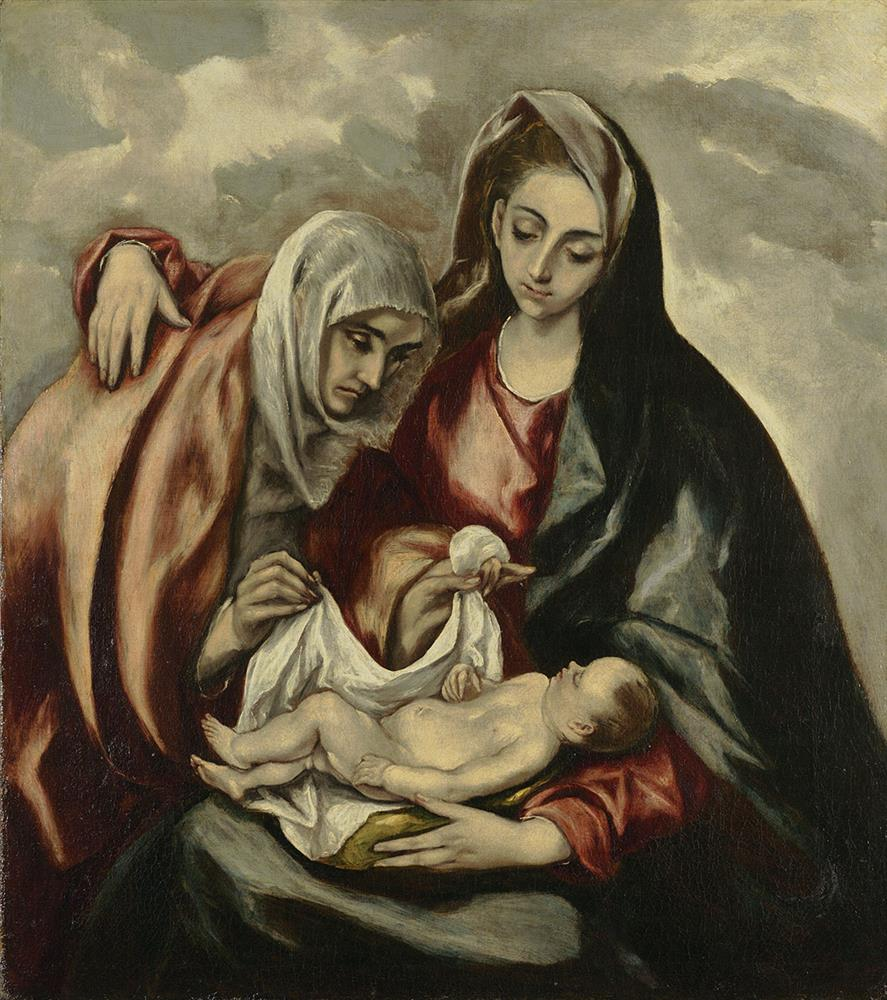
Versión del Wadsworth Atheneum

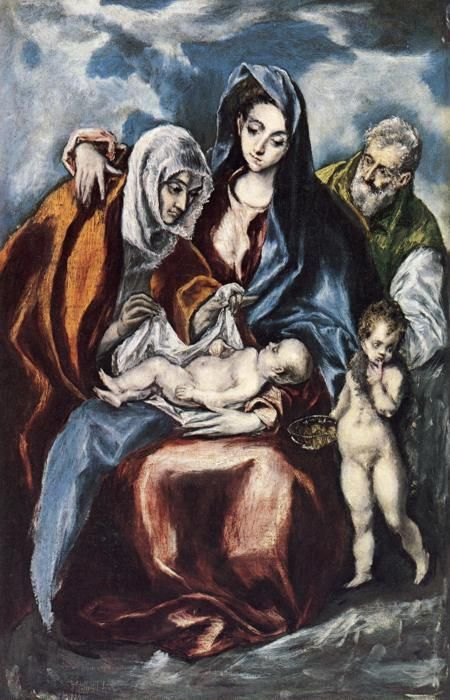
Versión de la Galería Nacional de Arte (Vashington)

1. Museo de la Trinidad.

### Versión del Wadsworth Atheneum
- Hartford (Connecticut), Wadsworth Atheneum, n º. de identificación: 1946.46:[8]
- Pintura al óleo sobre lienzo;
- Dimensiones: 90 x 80 cm, según Wethey ( (90.2 x 80 cm, según el W. Atheneum)
- Datación: hacia 1580-1585, según Wethey (c. 1600-10, según el W. Atheneum);
- Catálogo Wethey: n º. 94.Tiziana Frati la da la referencia 49-b.[9]

Es una variante mutilada y muy repintada del anterior cuadro del Museo de Santa Cruz. Sin embargo es importante, porqué tanto Wethey como Gudiol lo consideran una obra autógrafa del Greco. Falta la imagen de san José. Fue recortada en la parte inferior, debido seguramente a su mal estado. En consecuencia, se eliminó la figura de san Juanito, y se redujeron las imágenes de la Virgen y de santa Ana.

#### Procedencia
1. Colección privada, Escocia?
2. Thomas Harris, Londres;
3. Durlacher, Nueva York;Versión de la Galería Nacional de Arte (Vashington)
4. Comprada por el Atheneum en 1946.

### Versión de la Galería Nacional de Arte de Washington
- Washington, Galería Nacional de Arte. Accession Number: 1959.9.4;[11]
- Pintura al óleo sobre lienzo;
- Dimensiones: 52 x 33 cm, según Wethey (53.2 x 34.4 cm, según la Galería)
- Datación: hacia 1595-1600;
- Catálogo Wethey: n º. 88. Tiziana Frati la da la referencia 99-b.

A pesar de sus pequeñas dimensiones, es una obra de gran importancia. En efecto, la frescura y la cualidad abreviada de los detalles, no permiten dudad de que se trata de un boceto. Gudiol cree que se trata del prototipo original de donde parten las otras versiones de este tipo-IV.
Difiere del lienzo anterior en que san José está representado como un hombre de edad avanzada, y con barba gris. El pedazo de piel que cubre el hombro de san Juanito es parte de su atavío tradicional.

#### Procedencia
1. Carlos de Beistegui, París y Venecia;
2. Michael Dreicer, Nueva York;
3. Legado en 1921 al Metropolitan Museum of Art, New York, donde fue exhibido entre 1922-1933;
4. Retornó en 1933 a los herederos de Dreicer;
5. Propiedad de la viuda de Dreicer;
6. Consignado a la Paul Drey Gallery, Nueva York;
7. Vendido o consignado el 24 de febrero de 1948 a French & Co., Nueva York;
8. Vendido el 7 de diciembre de 1949 a la fundación de Samuel Kress, Nueva York;
9. Donado en 1959 a la NGA.